# Marc Judith
Marc Judith, né le 19 janvier 1987 à Saint-Claude, en Guadeloupe, est un ancien joueur français de basket-ball. Il évolue aux postes d'arrière et d'ailier.

## Biographie
Judith commence le basket-ball en Guadeloupe. Il est repéré lors d'une campagne de recrutement par le Cholet Basket puis il est aiguillé vers Challans. Il rejoint le club, à 16 ans, en 2003. Il y restera 6 saisons jusqu'en 2009.
Plutôt qu'intégrer un centre de formation d'une équipe de Pro A ou de Pro B ou rejoindre le Centre Fédéral, il part jouer avec les cadets lors de la saison 2003-2004. Dès la saison 2004-2005 il intègre la rotation de l'équipe de Nationale 1 et joue 24 matchs pour 10 minutes de moyenne et 3,1 points. Cette performance lui permet d'intégrer une première fois l'équipe de France U18 (juniors) dirigée par Richard Billant lors du Tournoi de l’Euro-essonne. Il est alors le seul élément à ne pas faire partie du Centre Fédéral ou d’un centre de formation de Pro A. Cependant, il n'est pas retenu pour le championnat d'Europe à Belgrade en Juillet 2005.
Pour la saison 2005-2006 il continue sa progression au sein de la rotation de l'équipe de Challans en Nationale 1 et joue 30 matchs pour 17 minutes de moyenne et 6,7 points.
Pour la saison 2006-2007 il devient un élément majeur de l'équipe de Challans, toujours en Nationale 1, et joue 28 matchs pour 26 minutes de moyenne et 12,4 points. À l'issue de la saison Marc Judith est sélectionné pour le All Star Game de la NM1 joué à Saint Vallier. Ses performances lui permettent d'intégrer l'équipe de France U20 (espoirs). Il participe aux stages de préparation puis au Championnat d'Europe à Gorizia (Italie/Slovénie) pour un total de 9 sélections. Lors du championnat d'Europe, il joue 8 matchs pour 26 minutes de moyenne et 10,4 points.
Lors la saison 2007-2008, il joue 32 matchs pour 29 minutes de moyenne et 10,2 points. À l'issue de la saison plusieurs clubs de Pro B lui proposent un contrat mais il décide d'honorer une dernière année à Challans et viser l’accession en Pro B. Lors de la saison suivante, en 2008-2009, sa moyenne de points estde 11,6 pour 29 matchs disputés et un temps de jeu de29 minutes de moyenne. L'équipe termine quatrième du championnat. À l'été 2009, Marc Judith rejoint la JSF Nanterre pour deux saisons.
Pour sa première saison avec nouveau club, en 2009-2010, il joue 34 matchs pour 19 minutes dont 6 matchs dans le 5 de départ pour 5,1 points de moyenne. Lors de la saison de Pro B 2010-2011, il participe à la montée du club en Pro A pour la première fois de son histoire avec 31 matchs joués et 18 minutes dont 9 dans le 5 de départ pour 4,6 points de moyenne. À l'issue de la saison, il prolonge son contrat pour les deux saisons suivantes.
La saison Pro A 2011-2012 est celle de l'éclosion pour Marc Judith. Il améliore toutes ses statistiques avec 26 matchs joués pour 23 minutes dont 9 dans le 5 de départ et 7,3 points de moyenne. Son évaluation passe de 6,0 en 2010-2011 en Pro B à 10,6 en 2011-2012 en Pro A. Il possède le cinquième temps de jeu et la quatrième évaluation cumulée du club sur la saison derrière trois joueurs américains. Il prolonge alors son contrat pour les deux saisons suivantes.
La saison Pro A 2012-2013 est entachée par une blessure face à Charleville-Mézières en Coupe de France. Il se fait opérer courant novembre du pied et est absent jusqu'à la 25e journée de Pro A le 30 mars 2013. Pendant toute son absence il est remplacé dans l'effectif par Mamoutou Diarra en tant que pigiste médical. Il ne joue en saison régulière que 7 matchs pour 16 minutes et 3,1 points de moyenne.

## Clubs
- 2003 - 2009 :  Vendée Challans Basket (NM1)
- 2009 - 2015 :  JSF Nanterre (Pro B puis Pro A)
- 2015 - 2017 :  JDA Dijon (Pro A)
- 2017 - 2019 :  Orléans Loiret Basket (Pro B)

## Palmarès

### Résultats et titres
Avec la JSF Nanterre, Marc Judith obtient les résultats suivants :
- Champion de Pro B en 2011.
- Champion de Pro A en 2013.
- Vainqueur Eurochallenge 2015 avec la JSF Nanterre.

### Distinctions personnelles
Avec Challans, Marc Judith obtient les distinctions suivantes :
- 9 sélections dans l'équipe de France U20 (espoirs)